# Provincia de Attapeu
Attapeu (también llamada Attopu, en lao: ອັດຕະປື) es una provincia de Laos, localizada al sudeste del país. Tiene una superficie de 10.320 km².

## Demografía
Según estimación 2010 contaba con una población total de 124.664 habitantes.

## Divisiones administrativas
La provincia está dividida en los siguientes distritos:
1. Phouvong (17-05)
2. Samakkhixay (17-02)
3. Sanamxay (17-03)
4. Sanxay (17-04)
5. Xaysetha (17-01)